# Udo Wagner
Udo Wagner (n. 2 noiembrie 1963, Bautzen, Dresden District⁠(d), RDG) este un scrimer german, medaliat olimpic. A participat la 2 ediții ale Jocurilor Olimpice (1988, 1992) în care a câștigat o medalie de argint.